# Camptotypus kerrichi
Camptotypus kerrichi är en stekelart som beskrevs av Gupta och Tikar 1976. Camptotypus kerrichi ingår i släktet Camptotypus och familjen brokparasitsteklar. Inga underarter finns listade.